# جريس فان دين
جريس فان دين (من مواليد 15 أكتوبر 1996) هي ممثلة أمريكية وشخصية على وسائل التواصل الاجتماعي. اشتهرت بلعب دور بروك أوسموند (بالإنجليزية: Brooke Osmond)‏ في المسلسل الدرامي للمراهقين على نتفليكس أكاديمية جرين هاوس (2017) وكاتي كامبل في مسلسل القرية (2019) على شبكة إن بي سي. كما مثلت دور شارون تيت في فيلم تشارلي يقول الذي أخرجته ماري هارون (2018).

## النشأة
وُلدت فان دين ونشأت في لوس أنجلوس، كاليفورنيا. وهي ابنة الممثلين كاسبر فان دين وكاري ميتشوم، وحفيدة نجم هوليوود في العصر الذهبي روبرت ميتشوم. زوجة أبيها السابقة هي الممثلة كاثرين أوكسنبرغ. لدى فان دين أخ واحد أكبر وأختان غير شقيقتين. من ناحية والدها، فان دين لها أصول هولندية، سويدية، فرنسية وإنجليزية.

## الحياة المهنية
في عام 2005، ظهرت فان دين مع عائلتها في مسلسل الواقع تزوجت أميرة، والذي تم بثه على قناة لايف تايم للتلفاز في الولايات المتحدة. لعبت فان دين عدة أدوار صغيرة في أفلام والدها طوال طفولتها. قبل أن تبدأ مسيرتها التمثيلية رسميًا، كانت فان دين تنوي أن تصبح كاتبة، قبل أن تكتشف اهتمامها بالتمثيل أثناء تصوير فيلم الجميلة النائمة (2014). بين عامي 2015 و2017، ظهرت في العديد من الأفلام التلفزيونية والأفلام المستقلة وكان لها دور البطولة في المسلسل التلفزيوني كود بلاك ومسلسل الشهرة البيضاء (بالإنجليزية: White Famous)‏.
كان أول دور تلفزيوني رئيسي لفان دين هو بروك أوزموند في مسلسل دراما نتفليكس للمراهقين أكاديمية جرين هاوس (بالإنجليزية: Greenhouse Academy)‏، وهو الدور الذي لعبته في أول موسمين من المسلسل (2017-2019). في عام 2018، لعبت دور البطولة في دور شارون تيت في فيلم تشارلي يقول، والذي كان عرضه العالمي الأول في مهرجان البندقية السينمائي الدولي الخامس والسبعين. في عام 2019، قامت فان دين بتمثيل دور البطولة كاتي كامبل في المسلسل الدرامي القرية، والذي تم إلغاؤه بعد موسم واحد.
في عام 2022، ظهرت فان دين كضيفة في الموسم الرابع من سلسلة أشياء غريبة على نتفليكس، حيث لعبت دور كريسي كانينغهام، مشجعة مشهورة ولكنها مضطربة في مدرسة هوكينز الثانوية. في نفس العام، بدأت فان دين البث الحي على منصة البث الحي لألعاب الفيديو تويتش، ووصلت إلى أكثر من 200000 متابع في غضون ثلاثة أشهر من بدء قناتها. وقعت مع وكالة المواهب المتحدة للتمثيل في أغسطس 2022. في مارس 2023، صرحت فان دين من خلال بث حي على تويتش بأنها ستركز المزيد من وقتها على البث بدلًا من التمثيل بعد ما تعرضت للتحرش أثناء تصوير فيلم.

## مسيرتها في التمثيل

### الأفلام
| السنة | اسم الفيلم        | الدور                | ملاحظات              |
| ----- | ----------------- | -------------------- | -------------------- |
| 2014  | الجميلة النائمة   | الأميرة دون          |                      |
| 2015  | زلزال سان أندرياس | إيلي                 |                      |
| 2015  | الإعصار النار     |                      |                      |
| 2016  | خطوة              | تارا هولواي          |                      |
| 2016  | غرفة التخزين 181  | جريس                 |                      |
| 2016  | المريض السابع     | المريض الخامس (جيسا) |                      |
| 2017  | أيقظ رجل الظل     | سامانثا              |                      |
| 2018  | تشارلي يقول       | شارون تيت            |                      |
| 2020  | ركوب الإيمان      | جريس                 |                      |
| 2020  | السيدة التي تقود  | إيلي لانسينغ         |                      |
| 2020  | الشراهة           | لينا                 |                      |
| 2022  | من أجل الانتقام   | سكارليت              | [ 20 ]               |
| 2022  | ما يأتي حولها     | آنا                  | في الأصل بعنوان روست |

### التلفاز
| السنة     | عنوان                            | الدور           | ملاحظات                                       |
| --------- | -------------------------------- | --------------- | --------------------------------------------- |
| 2005      | تزوجت أميرة                      | نفسها           | مسلسل تلفزيون الواقع                          |
| 2010      | الكلب الذي أنقذ عطلة عيد الميلاد | ابنة راندي      | فيلم تلفزيوني يُنسب إلى كارولين جريس فان دين   |
| 2015      | كود بلاك                         | الصديق رقم واحد | ظهرت في حلقة: " الشروط الموجودة مسبقًا "       |
| 2016      | ماكس                             | روبي            | حلقة تلفزيونية مبدئية غير مباعة               |
| 2016      | التوأم السيئ                     | أوليفيا / كوين  | فيلم تلفزيوني                                 |
| 2017      | الهروب يا أبي                    | ايمي            | فيلم تلفزيوني                                 |
| 2017      | الشهرة البيضاء                   | رايان           | الحلقات: "تعجب (بالإنجليزية: Woo)‏" و "ازدواج" |
| 2017-2019 | أكاديمية جرين هاوس               | بروك اوزموند    | الدور الرئيسي (المواسم 1 - 2)                 |
| 2019      | القرية                           | كاتي كامبل      | دور أساسي                                     |
| 2019      | ماذا حدث للتو؟؟! مع فريد سافاج   | توري            | الحلقة: "هافنبروك"                            |
| 2019      | المبتدئ                          | أوليفيا         | الحلقة: "الحب الصعب"                          |
| 2021      | بوصلة لا أخلاقية                 | تالي            | الحلقة: "الجزء 4: الأبوة"                     |
| 2022      | أشياء غريبة                      | كريسي كننغهام   | الحلقة: " الفصل الأول: نادي الجحيم "          |

### الأغاني المصورة
- الأشخاص الرائعين في لوس انجليس (بالإنجليزية: Cool People in LA)‏(2019)، بقلم بريت جيمس.

## الوصلات الخارجية
- جريس فان دين في قاعدة بيانات الأفلام على الإنترنت